# 1996년 하계 올림픽 에스토니아 선수단
1996년 하계 올림픽 에스토니아 선수단은 1996년 7월 19일부터 8월 4일까지 미국 애틀랜타에서 열린 1996년 하계 올림픽에 참가한 올림픽 에스토니아 선수단이다.

## 종목별 성적

### 사이클
- 에리카 살루매에

### 양궁
- 라울 키빌로

### 육상
- 알렉산데르 탐메르트

### 펜싱
- 카이도 카베르마

## 같이 보기
- 1996년 하계 올림픽